# TT155
La tombe thébaine TT 155 est située à Dra Abou el-Naga, dans la nécropole thébaine, sur la rive ouest du Nil, face à Louxor en Égypte.
C'est la sépulture d'Antef (n(j)-jt.f), datant des règnes d'Hatchepsout et Thoutmôsis III (XVIIIe dynastie).